# Renegade (videojuego)
Renegade es un videojuego lanzado en las salas recreativas en América y Europa en 1986 por Taito. Es una conversión occidental (incluyendo cambios en todos los sprites y escenarios) del juego arcade japonés Nekketsu Kōha Kunio-kun (熱血硬派くにおくん?  el cual se traduciría  como "Kunio, el fuerte", "Kunio, el tipo duro de Nekketsu" o "Kunio, el tipo duro de sangre caliente"), lanzado a principios del mismo año por Technos. Es un predecesor inmediato de Double Dragon, y Nekketsu Koha: Kunio-Kun es una protosecuela temática a River City Ransom. Además el videojuego es el primer título de la franquicia Kunio-kun.

## Descripción
En Renegade, el jugador controla a un joven llamado Mr. K, quien pelea contra diferentes pandillas callejeras para salvar a su novia. A diferencia de otros juegos similares como Double Dragon y Final Fight, el campo de batalla es limitado a un par de pantallas (una estación de metro, un parque, un callejón, un estacionamiento) y no avanza continuamente. 
El primer y tercer nivel del juego empiezan con el jugador peleando con un grupo de dos diferentes tipos de enemigos; uno con un ataque más fuerte pero con menos puntos de golpe, y uno con un ataque más débil pero la habilidad de agarrar al enemigo y más golpes de puntos.
Cuando tan sólo quedan tres enemigos (no importa del tipo que sean), aparece el Jefe y se une a la lucha. Cuando el jefe es derrotado, todos los enemigos restantes se retiran y el nivel finaliza.
En el primer nivel deberá enfrentarse a un grupo de hombres vestidos con pantalones verdes tipo militar y calvos afroamericanos que visten camisas coloridas tipo hawaiano y llevan garrotes.
El segundo nivel tiene el mismo desarrollo, pero comienza con enemigos montados en bicicletas que intentar abatir al jugador. Al derrotarlos debe luchar a golpes con los miembros restantes de la banda donde uno de ellos va armado con un tubo.
En el tercer nivel el jugador se enfrenta a una banda de delincuentes femeniles armadas con mazas y con cadenas.
En cuarto nivel, en un estacionamiento, se sustituyen los dos tipos de enemigos existentes por un único grupo de enemigos armados con cuchillos que pueden eliminar al jugador con sólo un golpe. Al derrotarlos entra en la guarida donde se enfrenta al jefe de la banda armado con una pistola y acompañado de tres cuchilleros.
El juego tiene una inusual cantidad de muestras de voces para la época en que se publicó; el sonido de cuando el jugador inserta una moneda es "Good luck, kid" ("Buena suerte, muchacho"), y cada jefe tiene diferentes insultos incluyendo "Get lost, punk!" ("Piérdete, sabandija"), "Beat it, scum!" ("Toma esto, escoria"), "Givin' up already?" ("¿Ya te rindes?") y "Wow!"

## Controles
Además de un joystick de ocho direcciones, el control cuenta con tres botones: ataque izquierdo; ataque derecho, y salto. Presionando el ataque en la dirección en la que usted se encuentra el personaje dará un golpe, atacando en la dirección opuesta dará una patada trasera. Saltar es útil sólo cuando es inmediatamente seguido por uno de los botones de ataque, el cual ejecutará una patada en el aire.

## Versiones

### Diferencias entre versiones
Renegade y Nekketsu Kouha: Kunio-Kun se juegan de la misma forma y tiene la misma música; las únicas diferencias radican en los gráficos, las muestras de voces y el argumento. En cuanto a este último, mientras que en Renegade el objetivo es salvar a la novia del protagonista, en Nekketsu Kouha Kunio-Kun el fin es vengarse de una serie de bandas callejeras que golpearon a nuestro mejor amigo.
En Nekketsu Kouha cada nivel comienza con una escena de nuestro amigo siendo golpeado por los enemigos del siguiente nivel, esta escena no aparece en Renegade. En general en la versión americana todos los personajes han sido occidentalizados, respecto al juego japonés y se nota una mayor influencia de la película The Warriors. Las voces sampleadas en la versión japonesa están evidentemente en japonés, aunque dicen lo mismo que en la versión americana. La versión japonesa en el tercer nivel cambia las mazas de las delincuentes por bolsas de mano.
Hay una variante de la versión japonesa (bootleg) en la cual en la primera parte del cuarto nivel hay una mujer armada con cadenas (con un aspecto oscuro como de una sombra) y el resto con carteras en vez de los cuchilleros, y en la segunda parte una mujer con bolsa y otra con cadena reemplazan a dos de los tres delincuentes armados con su cuchillo.

### Otras versiones
La versión para NES, fue desarrollada por Technos y lanzada en 1987, y presenta numerosas diferencias con el original. Los niveles primero y tercero consisten en una serie de peleas contra sólo un enemigo al mismo tiempo que finalizan en un enfrentamiento contra el Jefe. El segundo nivel consiste en una carrera de motos con movimiento horizontal en la que el jugador debe derrribar al resto de motoristas antes de llegar a la lucha final contra el Jefe. El cuarto nivel es un laberinto de habitaciones iguales.
La versión de Sega Master System, fue desarrollada por Sega y publicada en 1993. Esta versión está más basada en la versión de la NES que en la original pero con mejores gráficos. Esta versión sólo se editó en Europa y Australia.
Toda las versiones para ordenadores personales fueron desarrolladas por Ocean Software y lanzadas en 1987. Estaban limitadas por la utilización de sólo un botón (en vez de los tres del Arcade), por lo que los diferentes movimientos se realizaban por combinaciones del botón de fuego con los de dirección. Salvo esta limitación son las versiones más parecidas al original.

## Secuelas
Ocean Software produjo dos secuelas no oficiales Renegade: Target: Renegade, y Renegade 3. Estas secuelas aparecieron para ZX Spectrum, Commodore 64 y Amstrad CPC, así como para MSX en el caso de la tercera parte.
Technos produjo numerosas secuelas de Nekketsu Kouha Kunio-Kun, incluyendo los juegos publicados en Estados Unidos como River City Ransom, Super Dodge Ball, y Nintendo World Cup.